# Cinéma britannique

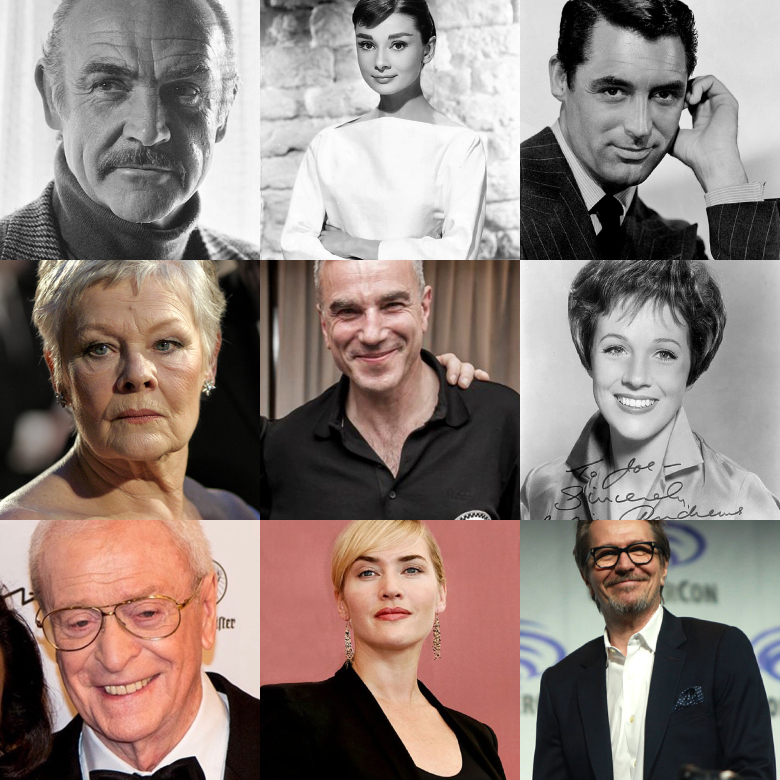
Acteurs vedettes du cinéma britannique : Sean Connery, Audrey Hepburn, Cary Grant, Judi Dench, Daniel Day-Lewis, Julie Andrews, Michael Caine, Kate Winslet et Gary Oldman.

Le Royaume-Uni exerce une influence certaine et parfois notable dans les développements aussi bien technologique, commercial et artistique du cinéma. Cependant, malgré une histoire jalonnée de productions à succès, l'industrie est caractérisée par un débat qui n'est pas encore clos au sujet de son identité (incluant les questions économiques et culturelles) et des influences du cinéma américain. Le grand public doit pourtant au cinéma britannique quelques-uns des plus grands réalisateurs, comme Charlie Chaplin, Alfred Hitchcock, Michael Powell, David Lean, Terence Fisher, Ken Loach et Stephen Frears, ainsi que des acteurs parmi les plus marquants comme Charlie Chaplin, Charles Laughton, George Sanders, Laurence Olivier, Peter Cushing, Alec Guinness, Dirk Bogarde, Deborah Kerr, Peter Sellers, Richard Burton, Maggie Smith, Vanessa Redgrave, Sean Connery et Michael Caine.
Des techniciens réputés et novateurs comme Freddie Francis et Douglas Slocombe, en plus des studios devenus mythiques comme les studios d'Ealing, à l'ouest de Londres, reconnus comme étant les plus anciens au monde et synonymes de comédies spirituelles, les studios Hammer, incontournables lorsqu'il s'agit de parler de l'histoire du cinéma d'horreur, ou encore ceux de Pinewood, contribuent également au succès du septième art. Parmi les artistes britanniques, bon nombre ont pu faire carrière aux États-Unis, comme Hitchcock, Laughton, Caine, mais aussi Julie Andrews et Cary Grant. À l'inverse, le cinéma britannique accueille certains réalisateurs américains comme Joseph Losey, Stanley Kubrick ou James Ivory.

## Histoire du cinéma britannique

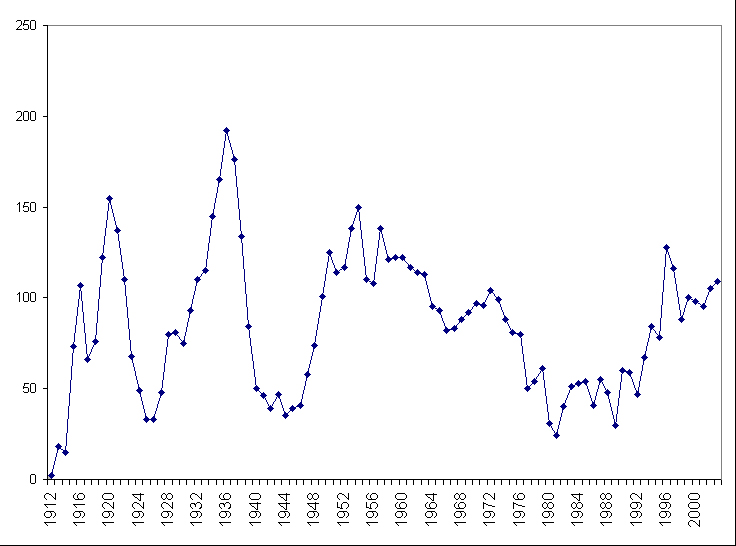
Graphique : production cinématographique britannique.

La production cinématographique au Royaume-Uni a vécu ses périodes de prospérité et ses périodes de récession. Bien qu'il existe différents facteurs permettant de mesurer le succès de l'industrie, le nombre de films britanniques produits chaque année donne une vue d'ensemble du développement de celle-ci : l'industrie a connu un premier essor au tout début de son développement dans les années 1910, mais durant les années 1920 le mouvement s'inverse à cause de la concurrence américaine et des pratiques commerciales. Le Cinematograph Films Act de 1927 introduit des mesures protectionnistes, qui permettent de rétablir la situation et d'atteindre un pic de production record de 192 films produits en 1936, un chiffre jamais dépassé par la suite. La production décline ensuite pendant quelques années puis reprend après la guerre, connaissant une longue période de relative stabilité, avec l'augmentation des investissements américains. Une autre période de récession frappe l'industrie au milieu des années 1970, un creux de la vague qui atteint son niveau le plus bas en 1981 avec un record négatif de seulement 24 films. La production continue petitement tout au long des années 1980, mais une remontée s'opère de nouveau dans les années 1990, grâce à de nouveaux investissements, tant privés que publics. Néanmoins, l'histoire du cinéma britannique est une histoire complexe, dans laquelle différents mouvements culturels se développent de façon indépendante. Ainsi, parmi les films britanniques qui ont connu le plus de succès, certains ont été produits dans des phases de récession, comme c'est par exemple le cas des Chariots de feu (Chariots of Fire, 1981). Période du muet (avant les années 1930)

### L'École de Brighton

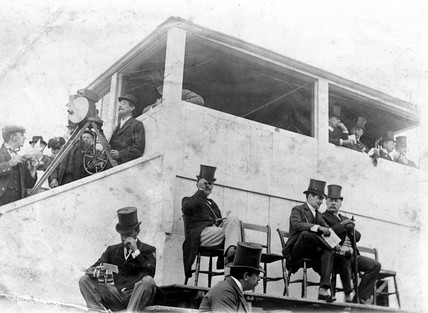
Birt Acres filmant le derby d'Epsom en 1895.

L'image photographique animée arrive au Royaume-Uni auprès du grand public dès le 17 octobre 1894, avec l'ouverture à Londres du premier Kinetoscope Parlor, une salle où l'on peut visionner des films de 30 à 50 secondes, tournés aux États-Unis par le premier réalisateur du cinéma, le franco-britannique William Kennedy Laurie Dickson, ou son confrère William Heise dans le Black Maria, premier studio de cinéma de l'histoire, sous la houlette de l'inventeur et industriel américain Thomas Edison. C'est d'ailleurs à Edison que l'on doit l'utilisation du mot anglais film pour désigner les bobineaux d'images impressionnés. Les films sont enregistrés par le Kinétographe, la première caméra de cinéma, « Kinétographe (en grec, écriture du mouvement) : caméra de l'Américain Thomas Edison, brevetée le 24 août 1891, employant du film perforé 35 mm et un système d’avance intermittente de la pellicule par "roue à rochet". Entre 1891 et 1895, Edison réalise quelque soixante-dix films ». Le Kinétoscope offre ensuite de visionner individuellement les films, au moyen d'un œilleton restituant, grossis par un jeu de loupes, les photogrammes d'une pellicule défilant de façon continue devant une forte lampe électrique dont le faisceau est cycliquement interrompu par un obturateur rotatif. Le succès est immédiat, d'autres Kinetoscope Parlors voient le jour dans tout le Royaume-Uni, d'autant que le Kinétoscope, mal protégé par Edison, est contrefait sur le territoire anglais.

Avec cette multiplication, le besoin d'alimenter les machines en films nouveaux pousse Robert William Paul et Birt Acres à mettre au point leur propre appareil de prise de vues cinématographique. Paul est ainsi le premier réalisateur britannique, avec Rough Sea at Dover (Mer démontée à Douvres) et Incident at Clovelly Cottage en février de l'année 1895, peu de temps avant que les deux inventeurs ne commencent à se quereller au sujet du dépôt de brevet. Fin 1895, l'apparition de l'appareil des frères Lumière, le Cinématographe, bouleverse de toute façon la donne, car le visionnement au moyen des kinétoscopes est dépassé par la projection des « vues photographiques animées », ainsi que les deux frères lyonnais baptisent leurs bobineaux impressionnés.
Les cinéastes, réalisateurs et producteurs britanniques (le plus souvent les mêmes personnes) sont des autodidactes solitaires, « ils sont leurs propres maîtres, sans conflits hiérarchiques ni cahier des charges à respecter, ils sont libres de filmer à leur guise les sujets de leur choix, et de la manière qui leur plaît. Libres aussi de commettre toutes les transgressions, et ils ne vont pas s'en priver. Les risques sont pour eux, tout autant que le succès. » Ce qui n'est pas le cas en France dans la société Lumière où les patrons sont connus pour être tyranniques et ne permettre aucune initiative personnelle. C'est ainsi qu'Alexandre Promio a le premier l’idée de faire se déplacer la caméra, alors qu’il est à Venise. « Arrivé à Venise et me rendant en bateau de la gare à mon hôtel, sur le Grand Canal, je regardais les rives fuir devant l’esquif, et je pensais alors que si le cinéma immobile permet de reproduire des objets mobiles, on pourrait peut-être retourner la proposition et essayer de reproduire à l’aide du cinéma mobile des objets immobiles. Je fis de suite une bande que j’envoyai à Lyon avec prière de me dire ce que Monsieur Louis Lumière pensait de cet essai. La réponse fut favorable ». Sans l'aval de Louis Lumière, Promio n'aurait pas inventé le futur travelling que la maison baptise aussitôt un "Panorama Lumière".

Chez Lumière toujours, le seul cadrage autorisé est le plan en pied des personnages — ce qu'on appelle aujourd'hui un plan moyen — et nul opérateur embauché par la maison ne fait défaut à cette exigence.
C'est à un réalisateur britannique, George Albert Smith que l'on doit la découverte d'une avancée formelle qui est la base du langage cinématographique, le découpage en plans. « En 1900, George Albert Smith était encore avec James Williamson (autre réalisateur britannique) à l'avant-garde de l'art cinématographique . » Avec son film réalisé en 1900 La Loupe de grand-maman (Grandma's Reading Glass), G. A. Smith expérimente le premier montage dramatique, réalise les premiers gros plans, et les premiers plans subjectifs, pas moins! « George Albert Smith a compris que le plan est l’unité créatrice du film. Il n’est pas seulement ”une image“, il est l’outil qui permet de créer le temps et l’espace imaginaires du récit filmique, au moyen de coupures dans l’espace et dans le temps chaque fois que l’on crée un nouveau plan que l’on ajoute au précédent. Filmer, ce n’est pas seulement enregistrer une action, c’est d’abord choisir la manière de montrer cette action, par des cadrages variés avec des axes de prise de vue différents. Cette opération, le découpage, fournit après tournage un ensemble de plans que l’on colle l’un derrière l’autre, selon leur logique spatiale et temporelle, dans l’opération du montage. » Ce que souligne l'historien du cinéma Georges Sadoul : « Cette alternance du gros plan et des plans généraux dans une même scène est le principe du découpage. Par là, Smith crée le premier véritable montage. » Les deux réalisateurs font partie de ce que Sadoul nomme l'École de Brighton, car cette ville balnéaire très fréquentée du sud de l'Angleterre est un lieu où fleurit la photographie, et maintenant le cinéma. Les cinéastes de l'École de Brighton sont ceux qui font preuve de la plus grande imagination, permise par leur liberté totale. Ils inventent un genre : les Chase Films, les films de poursuite, qui sont les premiers films d'action. Ils découvrent aussi le champ-contrechamp. Les cinéastes américains des débuts du cinéma, comme Edwin S. Porter — avec son célèbre Le Vol du grand rapide, premier western du cinéma — ou des cinéastes comme le Français Ferdinand Zecca avouent qu'ils s'inspirent des films des cinéastes britannique, et qu'ils les copient même.

Ainsi, contrairement à ce qui est parfois proclamé — par Jean-Luc Godard par exemple, dans l'une de ses Histoire(s) du cinéma — le cinéma britannique ne s'est pas contenté à ses débuts d'imiter les films produits par Edison ou ceux des frères Lumière, ses réalisateurs ont innové, à tel point que leurs découvertes formelles n'apparaîtront que peu à peu, tardivement et laborieusement, dans les productions des autres pays.

### Lesquota quickies
Malgré ces débuts prometteurs, et une lente évolution du cinéma britannique (les années 1910 voient le développement des salles de distribution, le développement des genres cinématographiques pour satisfaire au goûts du public, et celui du long métrage), la concurrence très forte des productions étrangères (américaine et française, en particulier), freinent considérablement l'attrait, sur le marché britannique, des films produits au Royaume-Uni. Ainsi, à la fin de la Première Guerre mondiale, l'industrie cinématographique britannique souffre de la concurrence d'Hollywood, avantagé par un marché national plus vaste. En 1914, 25 % des films montrés en Grande-Bretagne sont britanniques ; en 1926, ce chiffre descend à 5 %. Cette situation est à l'origine d'une loi pour protéger le cinéma national, le Cinematograph Films Act 1927, qui impose aux cinémas de projeter un quota de films britanniques. Si cette mesure se révèle salutaire pour le cinéma made in Britain — le public des films britanniques dépasse même ce qui est requis par les quotas — elle a des inconvénients. En effet, on observe bientôt une tendance à produire des films à très petit budget et de mauvaise qualité, surnommés les quota quickies, destinés uniquement à répondre à la loi. Ces films sont projetés dans les salles en début de soirée, avant les horaires plus favorables, lesquels sont réservés aux grands films américains dont les spectateurs sont friands. Afin de limiter ce phénomène, on en arrive bien vite à imposer un coût minimum de production par mètre de film. Certains critiques accusent les « quickies » de constituer un frein au développement de l'industrie. Il n'en reste pas moins que c'est en réalisant ce genre de films que bon nombre de cinéastes britanniques, parmi lesquels Michael Powell et Alfred Hitchcock, peuvent se lancer dans leur métier…

### Cinéma parlant d'avant-guerre (années 1930)

#### La révolution du parlant
À l'époque du muet, le public était réceptif aux films produits dans le monde entier. Mais avec la venue du parlant, nombreux furent les acteurs étrangers ou encore ceux affublés d'un fort accent régional qui virent les offres de rôles rétrécir comme peau de chagrin et l'anglais plus « soutenu » (prononcé selon les conventions) devint la norme. Le parlant accrut également l'influence de films américains qui avaient su s'attirer un public avant l'arrivée du son.
Chantage (Blackmail, 1929) d'Alfred Hitchcock est considéré comme le premier film parlant britannique. C’est en réalité ce que l’on appelle un « part-talkie » : tourné comme un muet, avec une bande son et des effets sonores enregistrés séparément et synchronisés. Le premier film britannique entièrement parlant sortit en fait peu après, la même année ; il s’agit de The Clue of the New Pin (1929), un film basé sur un roman d’Edgar Wallace avec, en vedettes, Donald Calthrop, Benita Hume, Fred Rains, et un John Gielgud alors presque débutant. Le film avait été produit par British Lion et le tournage avait eu lieu aux studios de Beaconsfield Film Studios au nord-ouest de Londres. Le premier film sonore en couleur — réalisé comme un muet, avec une bande sonore ajoutée — sortit aussi en 1929 et avait pour titre The Romance of Seville (1929) de Norman Walker (en). Il était produit par British International Pictures et avait pour vedettes principales Alexander D'Arcy et Marguerite Allan (en). Le premier film britannique entièrement parlant et en couleur, Harmony Heaven (en) de Thomas Bentley, sortit quant à lui en 1930 ; également produit par British International Pictures, on y voyait dans les deux rôles principaux Polly Ward (en) et Stuart Hall. Un certain nombre de films entièrement parlants et contenant des séquences en couleur, essentiellement des films musicaux, sortirent également la même année. School for scandal (1930) de Thorold Dickinson et Maurice Elvey fut le deuxième film entièrement parlant et entièrement en couleur.

#### LeDocumentary Film Movement
Dans les années 1930, des metteurs en scènes, groupés en « units », financées soit par l'État, soit par différentes entreprises qui avaient vu dans le cinéma le moyen de faire leur promotion — sociétés de transport, de tourisme, voire des sociétés purement commerciales —, produisirent des films qui, sous l'influence de l'Écossais John Grierson, finirent par être formatées selon certaines règles, dont l'idée de base était que le cinéaste devait construire, à partir de ce qu'il observait, une œuvre dramatique, sans pour autant extraire l'individu de son milieu social.
Ainsi, à partir de Drifters (1929) de Grierson, film consacré aux pêcheurs de harengs en Mer du Nord, on put observer l'émergence de cette nouvelle école de documentaires réalistes, appelée par la suite le Documentary Film Movement (en). Selon certains, c’est Grierson lui-même qui aurait forgé le mot « documentaire », dans un article de 1926 qu'il consacra au film Moana de Robert Joseph Flaherty, pour désigner un film qui ne soit pas de fiction. Le terme, cependant, faisait déjà partie du vocabulaire de la photographie dans les années 1920. Quoi qu'il en soit, Grierson produisit dans les années 1930 le film le plus emblématique du courant, Night Mail (en) (1936), écrit et dirigé par Basil Wright (en) et Harry Watt, d'après un poème de W. H. Auden.
Outre Night Mail, les plus grandes réussites du courant furent Song of Ceylon (1934) de Wright (en), Coal Face (1935) de Cavalcanti, et Contact (1933) de Paul Rotha. Un autre représentant majeur en fut Humphrey Jennings, dont l'influence devait se révéler prépondérante sur les cinéastes du Free Cinema, particulièrement Lindsay Anderson qui lui voua toujours une grande admiration. Des écrivains comme Auden, déjà cité, mais aussi des compositeurs de renom, tel Benjamin Britten, collaborèrent également à certains de ces films.
On y perçoit des recherches techniques touchant autant l'image que le son. Parmi les réalisateurs du courant, beaucoup allaient par ailleurs continuer à produire des films importants pendant la Seconde Guerre mondiale car, au moment où celle-ci éclata, le documentaire devait apparaître comme un excellent instrument de propagande.

#### Le cinéma populaire/ début de Korda/ départ d'Hitchcock
Le music-hall exerça également une influence incontestable sur les films de comédie de cette époque, et plusieurs personnalités populaires se démarquèrent, notamment George Formby — dont le personnage d'imbécile heureux devait apparaître dans des dizaines de films —, Gracie Fields — qui déjà incarnait une héroïne ouvrière —, Jessie Matthews et Will Hay. Souvent, toutes ces vedettes tournaient plusieurs films par an. Ces films, produits pour concurrencer les grandes productions hollywoodiennes de l'époque, comme Le Magicien d'Oz, connurent un succès non négligeable et conservèrent leur importance durant la Seconde Guerre mondiale, en soutenant le moral des troupes.
Parmi les films britanniques les plus importants des années 1930, nombreux furent produits par la société London Film, fondée par Alexander Korda, un émigré hongrois. Avant d'arriver au Royaume-Uni, Korda avait déjà tourné en Hongrie, en Autriche, en Allemagne, à Hollywood et en France. Parmi les premiers films que sa société produisit, La Vie privée d'Henry VIII (The Private Life of Henry VIII., 1933), qu'il réalisa lui-même en investissant un budget confortable, fut un premier grand succès, auxquels d'autres allaient venir s'ajouter. On peut citer Les Mondes futurs (Things to Come, 1936) de William Cameron Menzies, Rembrandt (1936) d'A. Korda et Le Chevalier sans armure (Knight Without Armour, 1937) de Jacques Feyder, ainsi que quelques-uns des premiers films en Technicolor comme Alerte aux Indes (The Drum, 1938) et Les Quatre Plumes blanches (The Four Feathers, 1939) de Zoltan Korda tous les deux, et l'œuvre collective Le Voleur de Bagdad (The Thief of Bagdad, 1940). Ceux-ci avaient suivi de peu La Baie du destin (Wings of the Morning, 1937) de Harold D. Schuster, le tout premier film britannique en Technicolor.
Plusieurs autres nouveaux talents émergèrent durant cette période. Quant à Alfred Hitchcock, qui était déjà placé parmi les jeunes réalisateurs britanniques de tout premier plan, il allait confirmer ce statut avec les thrillers incontournables que sont L’Homme qui en savait trop (The Man Who Knew Too Much, 1934), Les 39 marches (The 39 Steps, 1935) et Une femme disparaît (The Lady Vanishes, 1938), avant de partir pour Hollywood.

#### Crise et relance/ La "British MGM" (MGM britannique)
Après la période faste allant de la fin des années 1920 au début des années 1930, avec des dépenses accrues et une expansion trop optimiste en direction du marché américain commença, en 1937, un éclatement de la bulle de production. Des 640 sociétés de production britanniques enregistrées entre 1925 et 1936, seules 20 étaient encore en activité en 1937. En outre, le Film Act de 1927 était arrivé à échéance. On lui substitua, en 1938, le Cinematograph Act, conçu de façon à inciter les sociétés britanniques à réduire le nombre de leurs productions au bénéfice de la qualité. Influencé par la politique mondiale, cette loi encourageait également l’investissement et les importations américaines. L’un des résultats de cette mesure fut la création par la société américaine MGM d’un studio anglais, baptisé « British MGM » et installé dans le Hertfordshire. Parmi les films que ce studio produisit, certains connurent un succès considérable, comme Vive les étudiants (A Yank at Oxford, 1938) de Jack Conway et Au revoir Mr. Chips (Goodbye, Mr. Chips, 1939) de Sam Wood. Puis la Seconde Guerre mondiale éclata.

### Seconde Guerre mondiale

#### Films de propagande
Le cinéma de propagande britannique tire un parti immédiat de l'apport du courant documentaire emmené par Grierson. Il fallait montrer la façon de vivre du peuple britannique, définir et montrer l'identité nationale pour donner aux Britanniques une idée de l'enjeu du combat.
Pendant la guerre, les salles de cinéma britanniques furent conviées par le gouvernement à projeter un documentaire avant la séance principale. De plus, une cinquantaine de camionnettes équipées d'un matériel de projection cinématographique furent envoyées sur les routes du pays, afin d'édifier le peuple par la projection de films documentaires adéquats. Un film — documentaire — tel qu’Objectif pour cette nuit (en) (Target for Tonight), qui montre la préparation et la réalisation d'un raid sur l'Allemagne, connut un succès important. Furent projetés également des films traitant de sujets économiques, sociaux, médicaux, etc. L'impact de ces unités mobiles, particulièrement, fut considérable. Ainsi, en 1943-44, donnèrent-elles 64 000 représentations et elles accueillirent plus de quatre millions de spectateurs. Ce succès engendra une augmentation des moyens alloués.
Ainsi, les contraintes imposées par la Seconde Guerre mondiale insufflèrent-elles une énergie nouvelle à l’industrie cinématographique britannique. Après un début hésitant, celle-ci commença à recourir de plus en plus souvent à des techniques documentaires et à d’anciens documentaristes pour conférer plus de réalisme aux films de fiction, dont beaucoup aidèrent également à forger la représentation populaire de la nation en guerre. Parmi les plus connus de ces films, on peut citer Ceux qui servent en mer (In Which We Serve, 1942) de Noel Coward et David Lean, Went the Day Well ? (1942) d'Alberto Cavalcanti, Plongée à l'aube (We Dive at Dawn, 1943) d'Anthony Asquith, Ceux de chez nous (Millions Like Us, 1943) de Gilliat et Launder, et L'Héroïque Parade (The Way Ahead, 1944) de Carol Reed.

#### Le divertissement
Pendant les dernières années de la guerre, les studios Gainsborough produisirent une série de mélodrames d’époque, moqués par la critique, mais au succès phénoménal, parmi lesquels L'Homme en gris (The Man in Grey, 1943) et Le Masque aux yeux verts (The Wicked Lady, 1945), deux films réalisés par Leslie Arliss. Ceux-ci contribuèrent à créer une nouvelle génération de vedettes britanniques, au nombre desquelles Stewart Granger, Margaret Lockwood et James Mason.
Two Cities Films, une société indépendante active depuis 1938 et dont le nom venait du fait qu'elle envisageait au départ de tourner des films dans les deux villes de Londres et Rome, produisit également des films importants durant la guerre, tels que Heureux Mortels (This Happy Breed, 1944), L'esprit s'amuse (Blithe Spirit, 1945), nés de la collaboration entre David Lean et Noel Coward, ainsi que la première des adaptations shakespeariennes de Laurence Olivier : Henry V — c'est également Two Cities qui produira après la guerre Hamlet (1948), du même Olivier.
Les années de guerre sont également celles qui virent s’épanouir la collaboration de Michael Powell et Emeric Pressburger avec des films comme 49e Parallèle (Forty-Ninth Parallel, 1941), Colonel Blimp (The Life and Death of Colonel Blimp, 1943) et A Canterbury Tale (1944), lesquels, quoique se déroulant en temps de guerre, traitaient bien plus de la façon dont celle-ci affectait la population que de batailles.

### Cinéma d'après-guerre (fin des années 1940 et années 1950)

#### L'âge d'or de la Rank/ Ealing
Vers la fin des années 1940, la Rank Organisation, société fondée en 1937 par J. Arthur Rank, devint la force dominante de la production cinématographique britannique. Elle fit l’acquisition de nombreux studios et finança certains des grands cinéastes qui émergèrent à cette époque.
Profitant du succès dont le cinéma britannique avait joui durant la Seconde Guerre mondiale, l’industrie atteignit de nouveaux pics de créativité pendant les années d’immédiat après-guerre. Parmi les films les plus significatifs produits durant cette période figurent Brève Rencontre (Brief Encounter, 1945) de David Lean, ainsi que les adaptations par celui-ci des romans de Dickens : Les Grandes Espérances (Great Expectations, 1946) et Oliver Twist (1948), les thrillers de Carol Reed Huit Heures de sursis (Odd Man Out, 1947) et Le Troisième Homme (The Third Man, 1949), ainsi qu'Une question de vie ou de mort (A Matter of Life and Death, 1946), Le Narcisse noir (Black Narcissus, 1946) et Les Chaussons rouges (The Red Shoes, 1948), trois films du duo Powell et Pressburger. La réputation internationale grandissante du cinéma britannique fut rehaussée par le succès des Chaussons rouges, le film qui connut le plus grand succès commercial aux États-Unis l’année de sa sortie, et par le Hamlet de Laurence Olivier, premier film non-américain à remporter l’Oscar du meilleur film.
Les studios Ealing, qui bénéficiaient du soutien financier de J. Arthur Rank, après avoir donné dans des genres plus sombres — avec le film collectif Au cœur de la nuit (Dead of Night, 1945), annonciateur de la vogue horrifique de la décennie qui suivra, et la rude biographie L'Épopée du capitaine Scott (Scott of the Antarctic, 1948) de Charles Frend, entre autres — s’embarquèrent dans une série de comédies à succès, dont Whisky à gogo ! (Whisky Galore, 1949) d'Alexander Mackendrick et Noblesse oblige (Kind Hearts and Coronets, 1949) de Robert Hamer furent parmi les premiers jalons…

#### Regards sur la guerre
Dans les années 1950, l’industrie commença à se détourner quelque peu des productions de prestige qui avaient valu à des films britanniques de rencontrer le succès dans le monde entier, et commença à se concentrer sur des comédies populaires et des drames sur fond de Seconde Guerre mondiale, plus franchement orientés vers le public national. Les films de guerre étaient souvent basés sur des histoires vraies et réalisés dans le même style feutré que celui des prédécesseurs réalisés pendant la guerre. Ils permirent à des acteurs comme John Mills, Jack Hawkins et Kenneth More d’accéder au vedettariat. Parmi ceux de ces films qui connurent le plus de succès, on peut citer : La Mer cruelle (The Cruel Sea, 1953) de Frend, Les Briseurs de barrages (The Dam Busters, 1954) de Michael Anderson, Les Indomptables de Colditz (The Colditz Story, 1955) de Guy Hamilton et Vainqueur du ciel (Reach for the Sky, 1956) de Lewis Gilbert.
Le Pont de la rivière Kwaï (The Bridge on the River Kwai), sorti en 1957, marqua par ailleurs le début d'un tournant dans la carrière de David Lean, qui deviendra dans les années 1960 le réalisateur spécialiste des grands tableaux épiques.

#### La comédie dans les années 1950
Des séries de comédies populaires apparurent sur les écrans dont les St. Trinian's de Frank Launder et la série des Toubib, dont le premier épisode fut Toubib or not Toubib (Doctor in the House, 1954) de Ralph Thomas. Cette dernière série avait pour vedette Dirk Bogarde, sans doute la plus connue des vedettes du cinéma britannique des années 1950. Michael Craig, et ensuite Leslie Phillips, reprirent le rôle de Bogarde et la série continua jusqu’en 1970. La Rank produisit également des comédies à succès dignes d’intérêt, telle Geneviève (Genevieve) en 1953.
Le duo de scénaristes–réalisateurs-producteurs composé par les frères jumeaux John et Roy Boulting réalisa aussi une série de satires de la vie et des institutions britanniques qui connut un certain succès, à commencer par Ce sacré z'héros (Private's Progress, 1956), puis Ce sacré confrère (Brothers in Law, 1957), Sois toujours diplomate (Carlton-Browne of the F.O., 1958), Après moi le déluge (I'm All Right Jack, 1959). Le réalisateur-producteur italien Mario Zampi produisit également quelques comédies d’humour noir à succès, parmi lesquelles Rires au paradis (Laughter in Paradise, 1951), La Vérité presque nue (The Naked Truth, 1957) et Ni fleurs ni couronnes (Too Many Crooks, 1958).
Après une ribambelle de films à succès, commencée à la fin des années 1940 et qui se poursuivit avec entre autres les comédies L'Homme au complet blanc (The Man in the White Suit, 1951) et Tueurs de dames (The Ladykillers, 1955) de Mackendrick, ou encore De l'or en barres (The Lavender Hill Mob, 1951) et Tortillard pour Titfield (The Titfield Thunderbolt, 1953) de Charles Crichton, et quelques réussites également avec des films plus graves, les studios d'Ealing cessèrent finalement leurs activités en 1958, et les studios furent rachetés par la BBC pour y tourner des émissions destinées à la télévision.

#### Début de l'âge d'or du cinéma d'horreur britannique
Un assouplissement de la censure à la fin des années 1950 encouragea la société Hammer, spécialisée dans le cinéma de série B, à se lancer dans la production d'un grand nombre de films d’horreur qui allaient susciter un grand engouement, à commencer par les deux premières adaptations, en noir et blanc, de la dramatique de science-fiction écrite par Nigel Kneale pour la BBC, et mettant en scènes les aventures du professeur Bernard Quatermass : Le Monstre (The Quatermass Experiment, 1955) et La Marque (Quatermass II, 1957). Rapidement, Hammer évolua vers des versions en couleur des classiques de l'épouvante américains des années 1930, redonnant un teint frais aux Frankenstein, Dracula et autre momie. L'énorme succès commercial rencontré les encouragèrent à tourner suites après suites et donna lieu, au Royaume-Uni, à une véritable explosion de la production de films du genre. Cette vogue allait durer près de deux décennies. Pendant toute cette période, c'est la Hammer qui allait dominer le marché, mais d’autres sociétés, comme Amicus Productions et Tigon British, allaient être créées pour la concurrencer face à cette nouvelle demande.

### Années 1960-1970

#### La «Nouvelle vague britannique»
Les termes « Nouvelle vague britannique » (British New Wave), ou « Kitchen Sink Realism » — c’est-à-dire « Réalisme d'évier de cuisine (en) » —, servent à désigner un ensemble de longs-métrages du circuit commercial, réalisés entre 1955 et 1963, qui dépeignaient une forme plus crue de réalisme social que ce que l’on avait l'habitude de voir jusque-là dans le cinéma britannique. Les films de la Nouvelle vague britannique sont souvent associés à un nouvel intérêt pour la classe laborieuse — cfr. Un goût de miel (A Taste of Honey, 1961) de Tony Richardson —, et des sujets jusque-là tabous, comme l’avortement et l’homosexualité — cfr. The Leather Boys (1964) de Sidney J. Furie.
Les cinéastes de la Nouvelle vague étaient influencés par ce que l’on appelle le « Free Cinema », un des mouvements du cinéma documentaire. Le "Free Cinema" émergea au milieu des années 1950 ; le nom fut donné au mouvement par Lindsay Anderson en 1956. Ils étaient également influencés par les Angry Young Men, qui écrivaient des pièces de théâtre et de la littérature depuis le milieu des années 1950, ainsi que par les films documentaires sur la vie quotidienne commandités par les Postes britanniques, le Ministère de l’Information et plusieurs mécènes commerciaux comme Ford of Britain, pendant et après la Seconde Guerre mondiale.
Ces films étaient personnels, poétiques, imaginatifs dans leur emploi du son et de la narration, et mettaient en scène avec sympathie et respect des gens ordinaires appartenant à la classe ouvrière. De ce point de vue, ils étaient les héritiers de l'organisme de recherches Mass-Observation et d’Humphrey Jennings. La déclaration du Free Cinema de 1956 établit les principes suivants : « Aucun film ne doit être trop personnel. L’image parle. Le son amplifie et commente. La taille est sans importance. La perfection n’est pas un but. Une attitude signifie un style. Un style signifie une attitude. »
Un groupe de cinéastes significatifs s’établit autour de la revue de cinéma Sequence, fondée par Tony Richardson, Karel Reisz et Lindsay Anderson, qui tous les trois avaient déjà réalisé des documentaires comme Momma Don't Allow (en) (1955, Reisz et Richardson) et Every Day Except Christmas (en) (1957, Anderson).
En compagnie de Harry Saltzman — qui plus tard allait produire des James Bond —, John Osborne et Tony Richardson fondèrent la société Woodfall Film afin de réaliser leurs premiers longs-métrages. Parmi ceux-ci figurent les adaptations de productions que Richardson avaient créées au théâtre des Corps sauvages (Look Back in Anger, 1958) avec Richard Burton, et du Cabotin (The Entertainer, 1960) avec Laurence Olivier. D’autres films importants de ce mouvement sont Samedi soir, dimanche matin (Saturday Night and Sunday Morning, 1960) de Reisz, Un amour pas comme les autres (A Kind of Loving, 1962) de Schlesinger, et Le Prix d'un homme (This Sporting Life, 1963) d'Anderson.
Après que le Tom Jones (1963) de Richarson obtint un grand succès, le groupe se sépara pour poursuivre différents intérêts. Grâce à ces films aussi, leurs principaux interprètes — Albert Finney, Alan Bates, Rita Tushingham, Richard Harris et Tom Courtenay — accédèrent au statut de vedettes.

#### Un cinéma témoin d'une évolution des mœurs
Dans les années 1960, les studios britanniques commencèrent à engranger d’importants succès sur le marché international grâce à toute une série de films qui témoignaient d’une attitude plus libérale vis-à-vis du sexe, tirant profit de l’image du swinging London propagée par le magazine Time. Des films comme Darling de John Schlesinger, Alfie le dragueur (Alfie, 1966) de Lewis Gilbert, Georgy Girl (1966) de Silvio Narizzano, ou encore Le Knack... et comment l'avoir (The Knack... and How to Get It, 1965) de Richard Lester exploraient tous ce phénomène, tandis que Blow-Up (1966) d'Antonioni, Répulsion (1965) de Polanski, et plus tard Love (Women in Love, 1969) de Ken Russell, brisaient les tabous entourant la représentation du sexe et de la nudité à l’écran.

#### Le phénomène James Bond et son sillage
Dans le même temps, les producteurs Harry Saltzman et Albert R. Broccoli combinaient le sexe avec décors exotiques, violence désinvolte et même humour auto-parodique dans la série triomphale des James Bond. Le premier, James Bond 007 contre Dr No (Dr. No), sorti en 1962, connut un succès modeste mais prometteur limité à la Grande-Bretagne ; le deuxième, Bons baisers de Russie (From Russia with Love, 1963) fut un succès mondial. Et, au moment de la sortie du troisième, Goldfinger, en 1964, la série était devenue un phénomène généralisé, atteignant son pic de recettes l’année suivante avec Opération Tonnerre (Thunderball). Dans un contexte où la GB perdait ses colonies et sa position de super-puissance, les victoires de James Bond dans le monde imaginaire du cinéma, dues à sa finesse toute britannique peuvent être vues comme une tentative de compenser le déclin de son pays dans le monde réel.
La réussite de la série provoqua une explosion de films d’espionnages, avec Le Liquidateur (The Liquidator, 1965) de Jack Cardiff, Modesty Blaise (1966) de Joseph Losey, Les Filles du code secret (Sebastian, 1968) de David Greene et le retour du héros parodique Bulldog Drummond — un personnage dont les aventures avaient déjà été portées plusieurs fois à l'écran, et ce dès 1923 — : Plus féroces que les mâles (Deadlier Than the Male, 1967) et Dieu pardonne, elles jamais ! (Some Girls Do, 1968), deux films de Ralph Thomas. Le coproducteur des Bond, Harry Saltzman, fut également à l’origine d’une série concurrente de films d’espionnage, plus réaliste, adaptée des romans de Len Deighton. C’est Michael Caine qui devait incarner Harry Palmer, l’espion à lunettes, dans Ipcress, danger immédiat (The Ipcress File, 1965) de Sidney J. Furie, Mes funérailles à Berlin (Funeral in Berlin, 1966) de Guy Hamilton et Un cerveau d'un milliard de dollars (Billion Dollar Brain, 1967) de Ken Russell. Le succès de ces derniers ouvrit la voie à un cycle de films d’espionnage pessimistes inspirés de John le Carré, comprenant L'Espion qui venait du froid (The Spy Who Came in from the Cold, 1965) de Martin Ritt et MI5 demande protection (The Deadly Affair, 1966) de Sidney Lumet.

#### Des cinéastes venus d'ailleurs
Également à cette époque, le Royaume-Uni attira des cinéastes d’outre-Manche. Le réalisateur d'origine polonaise Roman Polanski vint tourner Répulsion (Repulsion, 1965) et Cul-de-Sac (1966) respectivement à Londres et dans le Northumberland, avant de commencer à intéresser Hollywood. C’est en Grande-Bretagne aussi que le réalisateur italien Michelangelo Antonioni tourna Blow-Up (1966) avec David Hemmings et Vanessa Redgrave, et que François Truffaut vint tourner son seul film réalisé hors de France, la parabole de science-fiction Fahrenheit 451, sortie en 1966.
Durant la décennie, des réalisateurs américains vinrent également régulièrement tourner à Londres ; plusieurs allaient même élire résidence en Grande-Bretagne de façon permanente. Joseph Losey, mis sur liste noire aux États-Unis par la Commission McCarthy, exerça une influence importante sur le cinéma britannique dans les années 1960, en particulier avec les films qu’il réalisa en collaboration avec le dramaturge Harold Pinter et avec Dirk Bogarde comme interprète principal : notamment The Servant (1963) et Accident (1967). Stanley Kubrick et Richard Lester, des émigrés volontaires, furent également influents. Les plus grands succès de Lester furent Le Knack... et comment l'avoir (The Knack…and How to Get It, 1965), et les films des Beatles : Quatre Garçons dans le vent (A Hard Day's Night, 1964) et Help ! (1965), qui créèrent la vogue de tourner un film aux allures de reportage sur chaque nouveau groupe de pop. Kubrick s’installa dans le comté du Hertfordshire au début des années 1960 et allait demeurer en Angleterre pour le reste de sa carrière. L’équipe d’effets spéciaux rassemblée pour travailler sur 2001, l'Odyssée de l'espace (2001 : A Space Odyssey), son film de 1968, allait ajouter de façon décisive à l'importance de l’industrie britannique dans ce domaine particulier durant les décennies qui allaient suivre, pour des films comme Superman, Alien ou Batman.

#### Le temps des coproductions

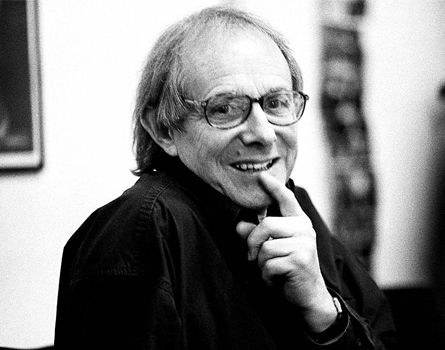
Ken Loach

Le succès de ces films, et d’autres aussi divers que Lawrence d’Arabie (Lawrence of Arabia 1962) de Lean, Tom Jones (1963) de Richardson, Zoulou (Zulu, 1964) de Cy Endfield et Ces merveilleux fous volants dans leurs drôles de machines (Those Magnificent Men in Their Flying Machines, 1965) de Ken Annakin, encouragèrent des studios américains à investir de manière significative dans la production cinématographique britannique. Des films majeurs comme Becket (1964) de Peter Glenville, Un homme pour l'éternité (A Man for All Seasons) de Fred Zinnemann (1966), Khartoum (1966) de Basil Dearden et Eliot Elisofon et La Charge de la brigade légère (The Charge of the Light Brigade, 1968) de Richardson étaient régulièrement réalisés, en même temps que des films plus modestes, comme Billy le menteur (Billy Liar, 1963) de Schlesinger, Accident (1967) de Losey et Love (Women in Love, 1969) de Ken Russell, recevaient un très bon accueil de la part de la critique. Quatre des lauréats de l’Oscar du meilleur film de la décennie furent d'ailleurs des productions britanniques.
Vers la fin de la décennie, le réalisme social commença à refaire surface dans des films britanniques. Dans la continuité de son travail sur l’émission Wednesday Play (en) réalisée pour la télévision britannique, Ken Loach tourna les drames réalistes Pas de larmes pour Joy (Poor Cow, 1967) et Kes (1969).

#### La crise des années 1970
Une crise frappa l’industrie cinématographique à la fois au Royaume-Uni et aux États-Unis. Elle amena les studios américains à limiter la production domestique et, en même temps, à se retirer dans bien des cas du financement de films britanniques. Des films majeurs furent néanmoins toujours produits à cette époque, parmi lesquels Anne des mille jours (Anne of the Thousand Days, 1969) de Charles Jarrott, La Bataille d'Angleterre (Battle of Britain, 1969) de Guy Hamilton, La Vie privée de Sherlock Holmes (The Private Life of Sherlock Holmes, 1970) de Billy Wilder et La Fille de Ryan (Ryan's Daughter, 1970) de David Lean, mais plus on avançait dans la décennie, plus il devint difficile de trouver des moyens de financement. Des grosses productions étaient encore montées, mais de manière plus sporadique, et celles-ci avaient parfois un air désuet en comparaison avec les productions américaines concurrentes. Parmi celles qui remportèrent le plus de succès, cependant, on peut citer Le Crime de l'Orient-Express (Murder on the Orient Express, 1974) et Mort sur le Nil (Death on the Nile, 1978), deux films adaptés d'Agatha Christie et réalisés respectivement par les Américains Sidney Lumet et John Guillermin. On compte aussi parmi d’autres films notables : Le Messager (The Go-Between, 1970), de Joseph Losey, un drame edwardien qui remporta la Palme d'Or au Festival de Cannes en 1971, Frenzy (1972), dernier film britannique d'Hitchcock, le thriller surnaturel avec Venise pour décor Ne vous retournez pas (Don't Look Now 1973), de Nicolas Roeg et, enfin, le film de gangsters La Loi du milieu (Get Carter, 1971) de Mike Hodges, avec Michael Caine dans le rôle principal. D’autres productions comme Parole d'homme (Shout at the Devil, 1976) de Peter R. Hunt connurent moins de réussite, et l’entrée d’ITC, la société de Lew Grade (en), dans la production cinématographique dans la seconde moitié de la décennie eut pour résultat seulement une poignée de succès au box office, ce qui ne faisait pas le poids en comparaison avec le nombre important d’échecs, et la vie de la société s’en trouva abrégée. D’autres films à grand spectacle comme Les Griffes du lion (Young Winston, 1972) et Un pont trop loin (A Bridge Too Far, 1977), d'Attenborough tous les deux, rencontrèrent un succès commercial mitigé.
L’explosion que le film d’horreur britannique avait connu dans les années 1960 s’arrêta pour finir vers le milieu des années 1970 quand les sociétés de productions leaders, comme la Hammer et Amicus, abandonnèrent complètement le genre face à la concurrence de sociétés américaines indépendantes. Des films comme Massacre à la tronçonneuse (The Texas Chain Saw Massacre, 1974) firent de plus en plus paraître, en comparaison, les films de vampires de la Hammer fades et datés, malgré les tentatives d’épicer la formule par l’adjonction de nudité et de sang. Malgré tout, on procéda à des essais pour élargir le champ des films d’horreur britanniques, comme l’amusant Capitaine Kronos, tueur de vampires (Captain Kronos, Vampire Hunter, 1974) ou le film culte Le Dieu d'osier (The Wicker Man) (1973), des productions qui connurent il est vrai peu de succès au box office, et la vague horrifique cessa tout à fait vers milieu de la décennie.
Quelques producteurs britanniques, y compris la Hammer, commencèrent alors à s’inspirer de séries télévisées et les versions pour le grand écran de programmes tels que Steptoe and Son et On the Buses se révélèrent des succès auprès du public national. Le groupe des Monty Python, issu également de la télévision, exerça l’autre influence majeure sur les films de comédie britanniques de la décennie. Monty Python : Sacré Graal ! (Monty Python and the Holy Grail, 1975) et Monty Python : La Vie de Brian (Monty Python's Life of Brian, 1979) sont leurs deux films qui connurent le plus de succès, surtout le second, cela étant du moins en partie dû à la controverse considérable qui avait entouré sa sortie.

#### Un cinéma de controverse
L’Eady levy toujours présente dans les années 1970, combinée avec un relâchement des règles de censure, amena aussi une vague mineure de comédies érotiques et de films pornographiques soft britanniques à petit budget. Parmi ceux-ci, on peut citer les films avec en vedette Mary Millington (en), comme Come Play with Me (en) (1977), et la série des Confessions of..., avec Robin Askwith (en), série qui débuta en 1974 avec Confessions d'un laveur de carreaux (Confessions of a Window Cleaner, 1974), réalisé par Val Guest.
Une censure plus souple dans les années 1970 permit également la naissance de plusieurs films controversés, dont Les Diables (The Devils, 1970) de Ken Russell, Les Chiens de paille (Straw Dogs, 1971) de Sam Peckinpah, L'Esclave de Satan (Satan's Slave, 1976) de Norman J. Warren, Théâtre de sang (Theatre of Blood, 1973) de Douglas Hickox, Quadrophenia (1979) de Franc Roddam, et Orange mécanique (A Clockwork Orange, 1971) de Stanley Kubrick.
Au début des années 1980, l'avènement du marché de la vidéo amène le parquet britannique (Director of Public Prosecutions, DPP) à censurer plusieurs dizaines de films d'horreur britanniques et étrangers. L'Association nationale des téléspectateurs et des auditeurs (National Viewers' and Listeners' Association, NVALA) appellera ces films « video nasty ».

#### Retour de 007 et attrait des grands studios britanniques
On assista à la fin des années 1970 à un premier revival de la série des James Bond avec L'Espion qui m'aimait (The Spy Who Loved Me) en 1977. Malgré tout, le film qui suivra, Moonraker (1979), rompit avec la tradition et fut tourné dans des studios français pour bénéficier d’avantages fiscaux qui y étaient proposés.
Certaines productions américaines firent leur retour dans les principaux studios britanniques durant la période qui va de 1977 à 1979, parmi lesquelles La Guerre des étoiles (Star Wars, 1977) aux studios d'Elstree, Superman (1978) à Pinewood, et Alien - Le huitième passager (Alien, 1979) à Shepperton.

### Années 1980-1990

#### Les années 1980: crise et renaissance
Bien que des productions américaines importantes, comme L’Empire contre-attaque (The Empire Strikes Back, 1980) et Superman 2 (1980), continuèrent à être tournées dans des studios britanniques dans les années 1980, la décennie commença avec la pire crise que l’industrie ait jamais connue au Royaume-Uni. En 1980, seulement 31 films furent produits dans le pays, ce qui équivaut à une baisse de 50 % par rapport à l’année précédente, et constitue le chiffre le plus faible depuis 1914. La production devait encore baisser l’année suivante, avec un total de 24 films. Toutefois, un nouvel optimisme allait bien vite gagner les années 1980, emmené par des sociétés comme Goldcrest (et le producteur David Puttnam), Merchant Ivory Productions (en), HandMade Films et Channel 4.

#### Goldcrest/ Merchant-Ivory
Le producteur Puttnam permit l’émergence de toute une génération de réalisateurs britanniques qui purent, et ce dès la fin des années 1970, tourner des films populaires avec une distribution internationale, notamment Ridley Scott (Les Duellistes, The Duellists 1977), Alan Parker (Midnight Express, 1978), Hugh Hudson (Les Chariots de feu, Chariots of Fire, 1981), Bill Forsyth (Local Hero, 1983) et Roland Joffe (La Déchirure, The Killing Fields, 1984).
Lorsque Les Chariots de feu (Chariots of Fire, 1981), film produit par Puttnam, remporta 4 Oscars en 1982, parmi lesquels celui du Meilleur film, son scénariste Colin Welland déclara, en citant Paul Revere : « Les Britanniques arrivent ! » et il sembla qu’il avait vu juste quand, en 1983, Gandhi, également produit par Goldcrest, décrocha lui aussi l’Oscar du Meilleur film. Cela donna lieu à un cycle de films en costumes d’époque au budget plus important, parmi lesquels le tout dernier film de David Lean, La Route des Indes (A Passage to India, 1984) et les adaptations par Merchant Ivory (en) d’autres romans d’E. M. Forster, comme Chambre avec vue (A Room with a View, 1986). Cependant, d’autres tentatives de grosses productions visant le marché américain se soldèrent par un échec et, à cause de cela, Goldcrest finit par perdre son indépendance après un trio de fiascos commerciaux, dont faisait partie la Palme d’Or 1986, Mission (The Mission). À ce stade de l’histoire, tout ce qui restait de nouveaux talents était parti pour Hollywood…

#### HandMade Films
HandMade Films, dont George Harrison était en partie propriétaire, produisit une série de comédies et de drames réalistes comme Du sang sur la Tamise (The Long Good Friday, 1980) de John Mackenzie et Withnail et moi (Withnail and I, 1987) de Bruce Robinson, qui allaient se révéler populaires au niveau international et qui, depuis, ont acquis un statut de films culte. À l’origine, la société fut créée pour permettre d'achever le tournage de La Vie de Brian (1979), et s’impliqua également par la suite dans d’autres projets de membres des Monty Python. Ces derniers continuèrent par ailleurs à exercer une influence sensible sur les comédies britanniques des années 1980 ; les exemples les plus notables en sont les films fantastiques de Terry Gilliam : Bandits, bandits (Time Bandits, 1981) et Brazil (1985), et aussi Un poisson nommé Wanda (A Fish Called Wanda, 1988), le hit coécrit et interprété par John Cleese.
Des films comme Bandits, bandits et Brazil donnèrent par ailleurs aux techniciens d’effets spéciaux et directeurs artistiques britanniques la réputation de pouvoir concevoir des effets visuels efficaces pour un coût bien moins élevé que leur concurrents américains, une réputation qui continuera tout au long des années 1990 et jusqu’au XXIe siècle avec les James Bond, Gladiator, et jusqu'à la série des Harry Potter.

#### Channel 4
Avec l’implication de Channel 4 dans la production cinématographique, un certain nombre de nouveaux talents purent éclore, comme Stephen Frears, et Mike Newell avec son film Un crime pour une passion (Dance with a Stranger, 1985), tandis que John Boorman, qui était parti travailler aux États-Unis, était encouragé à rentrer en Grande-Bretagne pour y tourner La Guerre à sept ans (Hope and Glory, 1987). Palace Pictures (en), la société de Stephen Woolley (en), connut également quelques succès notables, parmi lesquels les deux films de Neil Jordan, La Compagnie des loups (The Company of Wolves, 1984) et Mona Lisa (1986), avant de subir des revers de fortune avec d’autres productions, desquels elle ne put se relever. Parmi les autres films britanniques intéressants de la décennie figurent Une fille pour Gregory (Gregory's Girl, 1981) de Bill Forsyth, L'Éducation de Rita (Educating Rita, 1983), de Lewis Gilbert et L'Habilleur (The Dresser, 1983) de Peter Yates.

#### Floraison du film «ethnico-culturel»
Jusque dans les années 1980, de façon significative, les cultures britanniques noire et asiatique étaient sous-représentées dans la production cinématographique grand public du Royaume-Uni, de la même façon qu’elles l’étaient dans bien des domaines de la vie du pays. Un pionnier en la matière fut notamment Horace Ové qui essaya de changer cet état de fait déjà dans les années 1970 — Pressure (en) (1975) —, mais c’est vraiment dans les années 1980 que l’on vit apparaître une vague de nouveaux talents désireux d'aborder le sujet, avec des films comme Burning an Illusion (en) (1981) de Menelik Shabazz, Majdhar (1985) d'Ahmed A. Jamal et Ping Pong (en) (1986) de Po-Chih Leong. Beaucoup de ces films purent bénéficier de l’aide de Channel 4 qui venait d’être créé et avait officiellement dans ses attributions de s'adresser aux « publics des minorités ». Le premier parmi ces films à rencontrer un certain succès commercial fut My Beautiful Laundrette (1985) de Stephen Frears. Le film, qui abordait des questions relatives à l’appartenance ethnique et à l’homosexualité, fut par ailleurs le point de départ de la carrière de Hanif Kureishi.
Un changement de mentalités de ce point de vue est également perceptible dans des films comme Chaleur et Poussière (Heat and Dust, 1982) de James Ivory, Gandhi (1982) et Cry Freedom (1987), deux films de Richard Attenborough, quoique les expériences des Britanniques noirs ou asiatiques y soient rarement traitées de façon directe.

#### L’«Art Cinema»
Avec Film on Four, et une politique de promotion du cinéma « artistique » vers un public plus large, Channel 4 devait également concourir à une certaine réussite de ce genre particulier que constitue l’« Art Cinema ».
C'est en fait la sortie, dès 1978, du film de Derek Jarman Jubilée (Jubilee) qui marqua le début d’une période de réussite pour l’Art Cinema au Royaume-Uni, un courant dont est proche le travail de Ken Russell ou de Nicolas Roeg, par exemple, aux styles visuels et aux thèmes narratifs hautement personnels. Il connut son apogée dans les années 1980 avec des réalisateurs comme Peter Greenaway — Meurtre dans un jardin anglais (The Draughtsman's Contract, 1982), Le Cuisinier, le voleur, sa femme et son amant (The Cook the Thief His Wife & Her Lover, 1989) — et Sally Potter — réalisatrice de documentaires dans les années 1980 et d’Orlando en 1992. Contrairement à la précédente génération de réalisateurs britanniques, qui s’étaient tournés vers la mise en scène et la production après des carrières au théâtre ou à la télévision, les réalisateurs de l’Art Cinema étaient en grande partie issus d'écoles d’art. Beaucoup de ces cinéastes purent bénéficier au début de leur carrière du soutien de la London Film Makers Cooperative (en), et leurs œuvres faisaient l’objet d’une analyse théorique détaillée dans la revue Screen Education.
Par ailleurs, Peter Greenaway fut très tôt un pionnier dans l'utilisation de l'imagerie générée par ordinateur mélangée à des séquences filmées et il fut également l'un des premiers réalisateurs à tourner entièrement en vidéo haute définition des films destinés à être exploités en salles.

#### L'influence de la vidéo
Dans les années 1980, les "clips musicaux" commencèrent à se répandre. Des cinéastes qui émergèrent à partir de cette époque eurent l'occasion de faire leurs premières armes avec ce media. D'autres s'en servirent comme d'un véritable support d'expression de leur univers visuel personnel. On peut ici citer les noms de Julien Temple (vidéos pour David Bowie, Janet Jackson…), Tim Pope (vidéos de The Cure, e.a.), Derek Jarman (vidéos pour Pet Shop Boys, Marianne Faithfull…), également l'Irlandais Steve Barron qui tous ont réalisé également un ou plusieurs longs métrages produits au Royaume-Uni…
L'art vidéo qui, également vers cette époque, se développa pour finir par acquérir ses lettres de noblesse, exerça une influence sur le cinéma dans son ensemble, et sur le cinéma britannique en particulier, notamment en permettant à des artistes comme Sam Taylor-Wood et Isaac Julien de réaliser des œuvres filmées sans devoir se préoccuper de projections en salles.
L'importance de l'influence sur le cinéma de la vidéo, tant promotionnelle qu'artistique, notamment comme terrain d'expérimentation, deviendra encore plus évidente avec la révolution informatique et numérique qui se mettra en place dans les années 1990. Ainsi, la réputation acquise par des Britanniques sur le plan technique, dans le domaine notamment de la conception des effets spéciaux visuels, est-elle dans une certaine mesure redevable à cette influence.

#### La fin de l’«Eady levy»
Dans la foulée de la liquidation complète de la Rank Organisation, une série de fusions de sociétés de distribution cinématographique au Royaume-Uni rendit les productions nationales encore plus problématiques. Un autre coup fut porté avec la suppression de la réduction fiscale connue sous le nom d’« Eady levy (en) » par le gouvernement conservateur en 1984. Cette mesure permettait jusque là à une société de cinéma étrangère de voir une bonne partie de ses coûts de production diminuer en venant tourner au Royaume-Uni ; c’est ce qui avait attiré toute une série de grosses productions vers des studios britanniques dans les années 1970. Quand l’"Eady" fut supprimé, bien des studios soit mirent la clef sous le paillasson, soit se tournèrent vers la télévision.

#### Le début des années 1990
La production cinématographique en Grande-Bretagne atteignit l’un des chiffres les plus bas de son histoire en 1989. Alors que le taux d’audience dans les cinémas était en augmentation au Royaume-Uni au début des années 1990, les films britanniques étaient peu nombreux à rencontrer un succès commercial clair, même sur le marché national. Toutefois, parmi les exceptions qu’il convient de citer, on trouve Retour à Howards End (Howards End, 1992) et Les Vestiges du jour (The Remains of the Day, 1993), productions Merchant Ivory (en) réalisées toutes deux par James Ivory, également Chaplin (1992) et Les Ombres du cœur (Shadowlands, 1993), deux films de Richard Attenborough, ainsi que le thriller très remarqué de Neil Jordan, The Crying Game (1992). Ce dernier fut en grande partie ignoré lors de sa sortie initiale en Grande-Bretagne, mais il obtint un succès considérable aux États-Unis, où il fut distribué par Miramax. Cette même compagnie connut également une certaine réussite en sortant le drame historique produit par la BBC Avril enchanté (Enchanted April, 1992) de Mike Newell. Les adaptations de pièces de Shakespeare par Kenneth Branagh suscitèrent elles aussi un certain intérêt, notamment son Henry V (1989) et Beaucoup de bruit pour rien (Much Ado About Nothing, 1993).

#### Persistance du film «de patrimoine»
Cependant, l’accueil enthousiaste réservé à La Folie du roi George (The Madness of King George, 1994) de Nicholas Hytner prouva qu’il y avait encore un marché pour le drame en costumes britannique traditionnel, et un grand nombre d’autres films « historiques » suivirent, parmi lesquels Raison et sentiments (Sense and Sensibility, 1995) d’Ang Lee, Le Don du roi (Restoration, 1995) de Michael Hoffman, Emma, l'entremetteuse (Emma, 1996) de Douglas McGrath, La Dame de Windsor (Mrs. Brown, 1997) de John Madden, Les Ailes de la colombe (The Wings of the Dove, 1997) de Iain Softley, Shakespeare in Love (1998) de Madden et Topsy-Turvy (1999) de Mike Leigh. Plusieurs de ces films furent financés par Miramax Films, qui reprit également en main la production du film d’Anthony Minghella Le Patient anglais (The English Patient, 1996), lorsque celle-ci rencontra des difficultés en cours de tournage. Bien que, techniquement parlant, il s’agisse d’une production américaine, le succès remporté par ce film, et ses 9 victoires aux Oscars, allait néanmoins redorer le blason des cinéastes britanniques.

#### Renouvellement de la comédie britannique
Le succès surprise de la comédie de Mike Newell basée sur un scénario de Richard Curtis, Quatre mariages et un enterrement (Four Weddings and a Funeral, 1994), qui dégagea un bénéfice brut de 244 millions de dollars à travers le monde, amena un regain d’intérêt et une reprise des investissements dans la production cinématographique britannique, en même temps que le film établissait un standard pour toute une série de comédies romantiques « made in Britain », comme Pile et face (Sliding Doors, 1998) de Peter Howitt et Coup de foudre à Notting Hill (Notting Hill, 1999) de Roger Michell. Working Title Films, la société finançant un grand nombre de ces films, devint rapidement l’une des compagnies de production britanniques les plus florissantes de ces dernières années, avec d’autres cartons au « box office », comme Bean (1997) de Mel Smith, Elizabeth (1998) de Shekhar Kapur et Capitaine Corelli (Captain Corelli's Mandolin, 2001) de Madden.
La nouvelle soif du public pour des comédies britanniques donna naissance aux comédies populaires Les Virtuoses (Brassed Off, 1996) de Mark Herman et Full Monty : Le Grand Jeu (The Full Monty, 1997) de Peter Cattaneo. Cette dernière rencontra un succès fracassant et battit tous les records au « box office » britannique. Produite pour moins de 4 millions de dollars, elle engrangea 257 millions de dollars de bénéfice net dans le monde, ce qui devait encourager les studios à lancer des filiales plus modestes consacrées à la recherche d’autres productions à petit budget capable de parvenir à des résultats identiques.

#### Nouvelles sources de financement, nouveaux investissements
Avec l'investissement de fonds publics dans le financement de films par le truchement de la loterie nationale britannique nouvellement créée, on assista pour ainsi dire à une explosion de production à la fin des années 1990. Cependant, parmi ces films, peu nombreux furent ceux qui obtinrent un succès commercial significatif, et beaucoup même ne sortirent pas, parmi lesquels plusieurs films de gangsters, pâles copies des comédies noires de Guy Ritchie, Arnaques, Crimes et Botanique (Lock, Stock and Two Smoking Barrels, 1998) et Snatch (2000).
Au milieu des années 1990, des productions américaines firent aussi leur réapparition dans des studios britanniques, notamment Entretien avec un vampire (Interview with the Vampire, 1994) de Neil Jordan, Mission impossible (Mission : Impossible, 1996) de Brian De Palma, Il faut sauver le soldat Ryan (Saving Private Ryan, 1998) de Steven Spielberg, Star Wars, épisode I : La Menace fantôme (Star Wars Episode I : The Phantom Menace, 1999) de George Lucas et La Momie (The Mummy, 1999) de Stephen Sommers, de même que le film français Le Cinquième Élément (The Fifth Element, 1997), lequel revendiquait à l’époque le titre de film le plus cher jamais réalisé en Grande-Bretagne.
Après six années d’interruption dues à des différends judiciaires, la production de films de James Bond put finalement reprendre avec GoldenEye (1995), 17e épisode de la série, réalisé par Martin Campbell. Comme les studios de Pinewood, traditionnellement utilisés pour le tournage des Bond, étaient indisponibles parce que réservés pour d’autres productions, un nouveau studio fut aménagé, spécialement pour le film, dans une ancienne usine de construction de moteurs d’avion Rolls-Royce, située à Leavesden, dans le comté du Hertfordshire.

#### Le cinéma d'auteur
C’est aussi dans les années 1990 que Mike Leigh devait émerger comme une figure importante du cinéma britannique avec une série de films financés par Channel 4 et ayant pour sujet la vie des classes ouvrière et moyenne dans l’Angleterre moderne, notamment Life Is Sweet (1991), Naked (1993), et celui de ses films qui rencontra le plus de succès, Secrets et Mensonges (Secrets and Lies, 1996), lauréat de la Palme d’or à Cannes l’année de sa sortie. Parmi les autres talents qui émergèrent durant la décennie on compte l’équipe de scénariste-réalisateur-producteur constituée par John Hodge, Danny Boyle et Andrew Macdonald, à l’origine de Petits meurtres entre amis (Shallow Grave, 1994) et Trainspotting (1996). Ce dernier film généra par ailleurs un intérêt pour d’autres productions « régionales », comme les films écossais que sont Ratcatcher (1999) de Lynne Ramsay et, plus récemment, Young Adam (2002) de David Mackenzie.
Un changement de cap dans la politique éditoriale de la chaîne Channel 4 au début des années 1990, devait toutefois porter un coup au cinéma artistique, plus esthétisant et cérébral, et de fait plus élitiste, et des réalisateurs comme Jarman, Greenaway, Russell et Roeg furent contraints de faire le plus souvent appel à la coproduction européenne pour financer leurs œuvres.

### Le cinéma britannique depuis 2000
Jusqu’à présent, le nouveau siècle a été une période relativement faste pour l’industrie cinématographique britannique. Bon nombre de films ont trouvé une large audience internationale, et certaines sociétés de production indépendantes, par exemple Working Title, ont conclu des accords de financement et de distribution avec des studios américains importants. Working Title décrocha le jackpot avec trois succès internationaux majeurs que sont les comédies romantiques Le Journal de Bridget Jones (Bridget Jones's Diary, 2001) de Sharon Maguire, qui rapporta un bénéfice net de 254 millions de dollars à travers le monde ; sa suite, Bridget Jones : L'Âge de raison (Bridget Jones : The Edge of Reason), de Beeban Kidron, qui permit de récolter 228 millions de dollars ; et le premier film de Richard Curtis en tant que réalisateur, Love Actually (2003), qui engrangea 239 millions de dollars. Dans le même temps, des films salués par la critique comme Gosford Park (2001) de Robert Altman, Orgueil et préjugés (Pride and Prejudice, 2005) de Joe Wright, The Constant Gardener (2005) de Fernando Meirelles, The Queen (2006) de Stephen Frears et Le Dernier Roi d'Écosse (The Last King of Scotland, 2006) de Kevin MacDonald apportèrent également un certain prestige à l’industrie cinématographique du pays.
La nouvelle décennie vit l'apparition d’une nouvelle série de films importante, financée grâce à des fonds américains, mais britannique sur le plan de la réalisation, celle des Harry Potter. Elle commence avec Harry Potter à l'école des sorciers (Harry Potter and the Philosopher's Stone), réalisé par Chris Columbus et sorti en 2001. Heyday Films, la société de David Heyman produisit 7 suites : Harry Potter et la Chambre des secrets (Harry Potter and the Chamber of Secrets, 2002) de Columbus — Harry Potter et le Prisonnier d'Azkaban (Harry Potter and the Prisoner of Azkaban, 2003) d’Alfonso Cuaron — Harry Potter et la Coupe de feu (Harry Potter and the Goblet of Fire, 2004) de Mike Newell — Harry Potter et l'Ordre du Phénix (Harry Potter and the Order of the Phoenix, 2006) de David Yates — et Harry Potter et le Prince de sang-mêlé (Harry Potter and the Half-Blood Prince, à sortir fin 2008) de David Yates — Les deux derniers épisodes, Harry Potter et les Reliques de la Mort, partie 1 et Harry Potter et les Reliques de la Mort, partie 2 (Harry Potter and the Deathly Hallows part 1 and 2) furent réalisés par David Yates, respectivement en novembre 2010 et en juillet 2011.
Nick Park, d’Aardman Animations, créateur de Wallace et Gromit et de la série Creature Comforts, produisit son premier long-métrage en 2000, Chicken Run. Coréalisé avec Peter Lord, le film fut un succès majeur à travers le monde et l’un des films britanniques qui connut le plus de réussite cette année-là. Le film suivant de Park, Wallace et Gromit : le Mystère du lapin-garou (Wallace & Gromit: The Curse of the Were-Rabbit, 2004), fut un autre succès international, malgré une histoire, un décor, une conception et un humour tout anglais. Le film récolta 56 millions de dollars au box office américain et 32 millions de livres au Royaume-Uni. Il se vit également décerner l’Oscar 2005 du meilleur long-métrage d’animation. En 2005, Vanguard et Ealing Studios produisirent le premier long-métrage d’animation assistée par ordinateur de Grande-Bretagne, Vaillant, pigeon de combat ! (Valiant), avec les voix d’Ewan McGregor, Ricky Gervais, John Cleese et Jim Broadbent.
Le tournant du nouveau siècle fut également marqué par un réveil du film d’horreur britannique, dont témoigne surtout le succès rencontré par le film de Danny Boyle, 28 jours plus tard (28 Days Later…, 2002). Parmi d'autres exemples que l’on peut citer figurent The Hole (2001) de Nick Hamm, Dog Soldiers (2002) et The Descent (2005) de Neil Marshall, ainsi que la comédie Shaun of the Dead (2004) d'Edgar Wright.
Au début des années 2000, le succès des films britanniques sur le marché national s’était accrue suffisamment pour déclencher une avalanche d’adaptations d'émissions télévisées et autres comédies visant très nettement le public national, par exemple Kevin et Perry (Kevin and Perry Go Large, 2000) d’Ed Bye (en) et Ali G (Ali G Indahouse, 2002) de Mark Mylod, avec Sacha Baron Cohen.
Parmi les réalisateurs britanniques qui émergèrent durant cette période, on peut citer Paul Greengrass, réalisateur de Bloody Sunday (2002), La Mort dans la peau (The Bourne Supremacy, 2004) et Vol 93 (United 93, 2006), Michael Winterbottom, auteur de 24 Hour Party People (2002) et Tournage dans un jardin anglais (A Cock and Bull Story, 2004), et Stephen Daldry, dont le premier film, Billy Elliot (2000), fut celui qui rencontra le plus de succès de tous les films britanniques produits la même année.
Dans le même temps sortaient aussi des films de réalisateurs plus établis. En 2004, Mike Leigh dirigea Vera Drake, sorti en 2005, qui raconte l’histoire d’une femme au foyer qui mène une double vie comme militante pour l’avortement dans le Londres de 1950. Le film remporta le Lion d’or à la Mostra de Venise et trois prix de la BAFTA. Stephen Frears réalisa une trilogie sur la vie en Grande-Bretagne, composée de Dirty Pretty Things (2002), au sujet de travailleurs immigrés illégaux et du travail au noir à Londres, Madame Henderson présente (Mrs Henderson Presents, 2005), dans lequel il est question du Windmill Theatre pendant la Seconde Guerre mondiale, et The Queen (2006), basé sur les événements entourant la mort de la princesse Diana. En 2006, Ken Loach fut lauréat de la Palme d’or au Festival de Cannes avec un film sorti la même année, au sujet de l'indépendance irlandaise, Le vent se lève (The Wind That Shakes the Barley).
Woody Allen se convertit au cinéma britannique, en choisissant Londres comme lieu exclusif de tournage de Match Point, son film de 2005, avec une distribution largement britannique et un financement de BBC Films. Il enchaîna avec deux autres films également tournés à Londres, Scoop (2006) et Le Rêve de Cassandre (Cassandra's Dream, 2007).
En 2007, un certain nombre de nouveaux films britanniques obtinrent une reconnaissance tant critique que publique, parmi lesquels Control d'Anton Corbijn, biographie du chanteur Ian Curtis ; la comédie policière Hot Fuzz d'Edgar Wright ; la suite d’Elizabeth, également réalisée par Shekhar Kapur : Elizabeth : L'Âge d'or (Elizabeth: The Golden Age) ; ainsi que l’adaptation par Joe Wright du roman de Ian McEwan, Atonement, en français Reviens-moi, dont l'histoire se déroule en 1935 et durant la Seconde Guerre mondiale — ce dernier fut nommé pour 7 Oscars, y compris celui du meilleur film.
Malgré une concurrence accrue de studios de cinéma en Australie et de pays d'Europe centrale — particulièrement en République tchèque —, des studios britanniques comme ceux de Pinewood, Shepperton et Leavesden continuent à accueillir avec succès des productions étrangères comme Le Retour de la momie, (The Mummy Returns, 2001) de Stephen Sommers, Neverland (Finding Neverland, 2004) de Marc Forster, Closer, entre adultes consentants (Closer, 2004) de Mike Nichols, Troie (Troy, 2004) de Wolfgang Petersen, Le Fantôme de l'Opéra (The Phantom of the Opera, 2004) de Joel Schumacher, Charlie et la chocolaterie, (Charlie and the Chocolate Factory, 2005) et Les Noces funèbres, (Corpse Bride, 2005) de Tim Burton, V pour Vendetta (V for Vendetta, 2006) de James McTeigue, Vol 93 (United 93, 2006) de Paul Greengrass, et À la croisée des mondes : La Boussole d'or (His Dark Materials: The Golden Compass, 2007) de Chris Weitz.
L’industrie cinématographique reste une source de profit importante pour l’économie britannique. Selon un communiqué de presse du 15 janvier 2007 de l’UK Film Concil, durant l’année 2006, 840,1 millions de livres ont été dépensées pour la réalisation de films.
L’acteur anglais Daniel Craig est devenu le nouveau James Bond avec Casino Royale (2006) de Martin Campbell, le 21e titre de la série du producteur officiel de la série c’est-à-dire EON. Le film fut nommé pour neuf récompenses de la BAFTA, ce qui constitue la plus grande reconnaissance jamais obtenue par un James Bond.
Les acteurs et actrices britanniques ont toujours occupé une place importante dans le cinéma international. Dans la moisson actuelle de jeunes acteurs, on trouve Catherine Zeta-Jones, Clive Owen, Rachel Weisz, Emma Watson, Paul Bettany, Kate Winslet, Ewan McGregor, Kate Beckinsale, Hugh Grant, Colin Firth, Jude Law, Daniel Radcliffe, Keira Knightley, Ralph Fiennes, Orlando Bloom, Tilda Swinton, Daniel Day-Lewis et Rhys Ifans.

## Les réalisateurs et films les plus importants
| Nom                                           | Né en | Mort en | Genres/ Courants                                                     | 1 à 3 titres notables (productions britanniques)                                  |     |
| --------------------------------------------- | ----- | ------- | -------------------------------------------------------------------- | --------------------------------------------------------------------------------- | --- |
| Lindsay Anderson                              | 1923  | 1994    | Documentaire - Drame - Free Cinema                                   | Le Prix d'un homme (1963) - If... (1968) - Le Meilleur des mondes possible (1973) |     |
| Michael Anderson                              | 1920  | 2018    | Aventures - Comédie dramatique - Guerre - Science-fiction - Thriller | Les Briseurs de barrages (1955)                                                   |     |
| Michelangelo Antonioni (Italien)              | 1912  | 2007    | Drame                                                                | Blow-Up (1966)                                                                    |     |
| Michael Apted                                 | 1941  | ...     | Comédie dramatique                                                   | The Triple Echo (1972)                                                            |     |
| Anthony Asquith                               | 1902  | 1968    | Drame Guerre Thriller...                                             | Plongée à l'aube (1943)                                                           |     |
| Richard Attenborough                          | 1923  | 2014    | Biographie - Drame - Guerre                                          | Un pont trop loin - Gandhi                                                        |     |
| Roy Ward Baker                                | 1916  | 2010    | Historique - Horreur                                                 | Atlantique, latitude 41° - Dr Jekyll et Sister Hyde                               |     |
| John Boorman                                  | 1933  | ...     | Comédie dramatique - Drame - Fantastique                             | Excalibur - La Forêt d'émeraude                                                   |     |
| Danny Boyle                                   | 1956  | ...     | Comédie - Fantastique - Thriller                                     | Trainspotting - 28 jours plus tard - Sunshine                                     |     |
| Kenneth Branagh                               | 1960  | ...     | Comédie - Historique - Horreur                                       | Henry V - Beaucoup de bruit pour rien                                             |     |
| Tinto Brass (Italien)                         | 1933  | ...     | Péplum                                                               | Caligula                                                                          |     |
| Peter Brook                                   | 1925  | ...     | Comédie dramatique                                                   | Sa majesté des mouches                                                            |     |
| Peter Cattaneo                                | 1964  | ...     | Comédie                                                              | The Full Monty                                                                    |     |
| Alberto Cavalcanti (d'origine brésilienne)    | 1897  | 1982    | Comédie - Comédie dramatique - Guerre - Thriller                     | Went the Day Well ? (1942) - Champagne Charlie (1944) - Au cœur de la nuit (1945) |     |
| Don Chaffey                                   | 1917  | 1990    | Aventures - Comédie - Fantastique                                    | Jason et les Argonautes                                                           |     |
| Jack Clayton                                  | 1921  | 1995    | Comédie dramatique - Fantastique                                     | Les Innocents - Les Chemins de la haute ville                                     |     |
| Peter Collinson                               | 1936  | 1980    | Comédie                                                              | L'Or se barre                                                                     |     |
| Henry Cornelius                               | 1913  | 1958    | Comédie                                                              | Passeport pour Pimlico                                                            |     |
| Alex Cox                                      | 1954  | ...     | Comédie dramatique - Drame                                           | Sid et Nancy                                                                      |     |
| Charles Crichton                              | 1910  | 1999    | Comédie                                                              | Au cœur de la nuit - De l'or en barres - Un poisson nommé Wanda                   |     |
| Richard Curtis                                | 1956  | ...     | Comédie                                                              | Love Actually                                                                     |     |
| Stephen Daldry                                | 1961  | ...     | Comédie dramatique                                                   | Billy Elliot - The Hours                                                          |     |
| Terence Davies                                | 1945  | ...     | Comédie dramatique                                                   | Distant Voices, Still Lives                                                       |     |
| Basil Dearden                                 | 1911  | 1971    | Comédie - Comédie dramatique                                         | Au cœur de la nuit                                                                |     |
| Cy Endfield (Américain)                       | 1914  | 1995    | Aventures - Fantastique                                              | L'Île mystérieuse                                                                 |     |
| Mike Figgis                                   | 1948  | ...     | Drame                                                                | Leaving Las Vegas                                                                 |     |
| Terence Fisher                                | 1904  | 1980    | Fantastique - Horreur                                                | Frankenstein s'est échappé - Le Chien des Baskerville                             |     |
| Freddie Francis                               | 1917  | 2007    | Fantastique - Horreur                                                | La Chair du diable                                                                |     |
| Stephen Frears                                | 1941  | ...     | Comédie dramatique                                                   | My Beautiful Laundrette - Les Liaisons dangereuses - Dirty Pretty Things          |     |
| Charles Frend                                 | 1909  | 1977    | Aventures - Guerre                                                   | La Mer cruelle                                                                    |     |
| Sidney J. Furie (Canadien)                    | 1933  | ...     | Espionnage - Fantastique - Thriller                                  | Ipcress, danger immédiat                                                          |     |
| Lewis Gilbert                                 | 1920  | 2018    | Aventures - Espionnage – Drame                                       | L'Espion qui m'aimait - L'Éducation de Rita                                       |     |
| Terry Gilliam (Américain)                     | 1940  | ...     | Fantastique                                                          | Brazil                                                                            |     |
| Sidney Gilliat                                | 1908  | 1994    | Comédie                                                              | Ceux de chez nous (1943)                                                          |     |
| Peter Greenaway                               | 1942  | ...     | Drame - Essai                                                        | Meurtre dans un jardin anglais Le Cuisinier, le Voleur, sa Femme et son Amant     |     |
| Paul Greengrass                               | 1955  | ...     | Drame                                                                | Bloody Sunday                                                                     |     |
| John Grierson                                 | 1898  | 1972    | Documentaire                                                         | Drifters (1929)                                                                   |     |
| Michael Grigsby                               | 1936  | 2013    | Documentaire - Free Cinema                                           | ...                                                                               |     |
| Val Guest                                     | 1911  | 2006    | Comédie - Horreur - Science-fiction                                  | Le Monstre                                                                        |     |
| Robert Hamer                                  | 1911  | 1963    | Comédie                                                              | Au cœur de la nuit - Noblesse oblige                                              |     |
| Guy Hamilton                                  | 1922  | 2016    | Aventures - Espionnage - Guerre - Policier                           | Goldfinger                                                                        |     |
| Christopher Hampton                           | 1946  | ...     | Biographie - Comédie dramatique                                      | Carrington                                                                        |     |
| Robin Hardy                                   | 1929  | 2016    | Fantastique                                                          | The Wicker Man                                                                    |     |
| Alfred Hitchcock                              | 1899  | 1980    | Thriller                                                             | Les 39 marches - Une femme disparaît - Frenzy                                     |     |
| John Hough                                    | 1941  | ...     | Fantastique                                                          | Les Yeux de la forêt                                                              |     |
| Hugh Hudson                                   | 1936  | ...     | Aventures - Comédie dramatique                                       | Les Chariots de feu - Greystoke, la légende de Tarzan                             |     |
| James Ivory (Américain)                       | 1928  | ...     | Comédie dramatique - Drame                                           | Chambre avec vue - Les Vestiges du jour                                           |     |
| Humphrey Jennings                             | 1907  | 1950    | Documentaire                                                         | Listen to Britain                                                                 |     |
| Roland Joffé                                  | 1945  | ...     | Comédie dramatique - Historique                                      | La Déchirure - Mission                                                            |     |
| Terry Jones                                   | 1942  | 2020    | Comédie                                                              | Monty Python : La Vie de Brian - Monty Python : Le Sens de la vie                 |     |
| Neil Jordan                                   | 1950  | ...     | Comédie dramatique - Fantastique                                     | La Compagnie des loups - The Crying Game - Michael Collins                        |     |
| Alexander Korda                               | 1893  | 1956    | Comédie - Fantastique - Historique                                   | La Vie privée d'Henry VIII                                                        |     |
| Zoltán Korda (Hongrois)                       | 1895  | 1961    | Aventures                                                            | Elephant Boy - Alerte aux Indes - Le Livre de la jungle                           |     |
| Stanley Kubrick (Américain)                   | 1928  | 1999    | Fantastique - Chronique                                              | Docteur Folamour - Orange mécanique - Barry Lyndon                                |     |
| David Lean                                    | 1908  | 1991    | Aventures - Biographie - Guerre                                      | Brève rencontre - Le Pont de la rivière Kwaï - Lawrence d'Arabie                  |     |
| Mike Leigh                                    | 1943  | ...     | Drame                                                                | Secrets et Mensonges                                                              |     |
| Richard Lester (Américain)                    | 1932  | ...     | Comédie                                                              | Le Knack... et comment l'avoir - Help !                                           |     |
| Ken Loach                                     | 1936  | ...     | Drame                                                                | Land and Freedom                                                                  |     |
| Joseph Losey (Américain)                      | 1909  | 1984    | Comédie dramatique - Drame                                           | The Servant - Le Messager                                                         |     |
| Hettie MacDonald (en)                         | ?     | ...     | Comédie dramatique                                                   | Beautiful Thing (1996)                                                            |     |
| Alexander Mackendrick                         | 1912  | 1993    | Comédie                                                              | L’Homme au complet blanc - Tueurs de dames                                        |     |
| Peter Medak                                   | 1937  | ...     | Fantastique - Thriller                                               | ...                                                                               |     |
| Sam Mendes                                    | 1965  | ...     | Comédie dramatique - Guerre                                          | ...                                                                               |     |
| Anthony Minghella                             | 1954  | 2008    | Comédie dramatique - Fantastique                                     | Truly Madly Deeply - Le Patient anglais                                           |     |
| Laura Mulvey                                  | 1941  | ...     | Film d'avant-garde                                                   |                                                                                   | ... |
| Ronald Neame                                  | 1911  | 2010    | Aventures                                                            | L'Homme qui n'a jamais existé                                                     |     |
| Mike Newell                                   | 1942  | ...     | Aventures - Comédie - Fantastique                                    | Quatre mariages et un enterrement - Harry Potter et la Coupe de feu               |     |
| Christopher Nolan                             | 1970  | ...     | Fantastique - Thriller                                               | Memento - The Dark Knight - Inception                                             |     |
| Laurence Olivier                              | 1907  | 1989    | Drame                                                                | Henry V - Hamlet - Richard III                                                    |     |
| Nick Park                                     | 1958  | ...     | Animation                                                            | Chicken Run - Le Mystère du lapin-garou                                           |     |
| Alan Parker                                   | 1944  | 2020    | Comédie dramatique - Thriller                                        | Midnight Express                                                                  |     |
| Roman Polanski (Français d'origine polonaise) | 1933  | ...     | Comédie - Fantastique - Thriller                                     | Cul-de-sac - Répulsion                                                            |     |
| Michael Powell                                | 1905  | 1990    | Comédie - Fantastique - Thriller                                     | Le Narcisse noir - Le Voyeur                                                      |     |
| Michael Radford                               | 1946  | ...     | Comédie dramatique - Science-fiction                                 | 1984 - Le Facteur                                                                 |     |
| Carol Reed                                    | 1906  | 1976    | Comédie dramatique - Comédie musicale - Espionnage                   | Le Troisième Homme - Oliver !                                                     |     |
| Karel Reisz                                   | 1926  | 2002    | Drame - Free Cinema                                                  | Samedi soir, dimanche matin                                                       |     |
| Tony Richardson                               | 1928  | 1991    | Drame - Free Cinema                                                  | La Solitude du coureur de fond - La Charge de la brigade légère                   |     |
| Guy Ritchie                                   | 1968  | ...     | Comédie                                                              | Arnaques, Crimes et Botanique - Snatch                                            |     |
| Nicolas Roeg                                  | 1928  | 2018    | Fantastique                                                          | Ne vous retournez pas - L'Homme qui venait d'ailleurs                             |     |
| Ken Russell                                   | 1927  | 2011    | Biographie - Fantastique - Thriller                                  | Love - Les Diables                                                                |     |
| John Schlesinger                              | 1926  | 2003    | Comédie dramatique - Drame - Thriller                                | Un dimanche comme les autres                                                      |     |
| Ridley Scott                                  | 1937  | ...     | Fantastique - Science-fiction - Thriller                             | Alien - Le huitième passager - Blade Runner                                       |     |
| Tony Scott                                    | 1944  | 2012    | Fantastique - Thriller                                               | Les Prédateurs                                                                    |     |
| Jim Sheridan (Irlandais)                      | 1949  | ...     | Comédie dramatique                                                   | My Left Foot                                                                      |     |
| Jerzy Skolimowski (Polonais)                  | 1938  | ...     | Drame                                                                | Deep End - Le Cri du sorcier                                                      |     |
| J. Lee Thompson                               | 1914  | 2002    | Fantastique - Guerre - Science-fiction - Thriller                    | Les Canons de Navarone                                                            |     |
| Peter Ustinov                                 | 1921  | 2004    | Aventures                                                            | Billy Budd                                                                        |     |
| Peter Watkins                                 | 1935  | ...     | Documentaire                                                         | La Bombe                                                                          |     |
| Michael Winner                                | 1935  | 2013    | Thriller                                                             | Le Corrupteur                                                                     |     |
| Michael Winterbottom                          | 1961  | ...     | Drame                                                                | In This World                                                                     |     |
| Sam Wood (Américain)                          | 1883  | 1949    | Comédie dramatique                                                   | Au revoir Mr. Chips (Goodbye, Mr. Chips)                                          |     |
| Terence Young                                 | 1915  | 1994    | Aventures - Espionnage                                               | James Bond 007 contre Dr No                                                       |     |

## Institutions
- British Film Institute (BFI)
  - Liste du BFI des 50 films à voir avant d'avoir 14 ans
  - BFI 75 Most Wanted (Films perdus)
- Festivals de cinéma au Royaume-Uni, Festival international du film d'Édimbourg
  - Festivals en France : Semaine du cinéma britannique d'Abbeville, Festival du film britannique de Dinard
- Récompenses de cinéma au Royaume-Uni
  - British Academy Film Awards (BAFA), British Academy Film and Television Arts Awards, British Independent Film Awards (BIFA), London Film Critics Circle, Sutherland Trophy, National Movie Awards...
- UK Film Council
- National Film and Television School
- British Board of Film Classification (BBFC)
- British Society of Cinematographers (BSC)

## Production
- Studios et sociétés de production :
  - Aardman Animations
  - Amicus Productions
  - The Archers
  - British Lion Film Corporation
  - Denham Film Studios
  - Ealing Studios
  - Elstree
  - Gainsborough Pictures
  - Gaumont British Picture Corporation
  - Hammer Film Productions
  - HandMade Films
  - London Film Productions
  - Pinewood
  - Rank Organisation
  - Two Cities Films
  - Working Title Films

## Genres
- Catégorie:Films britanniques par genre
- Cinéma comique britannique
- École de Brighton (1898-1908)
- Free Cinema (1956-1963-1968)
- Cinéma remoderniste (en) (depuis 2000)
- Réalisme d'évier de cuisine (en)
- Film d'exploitation
- Auteurisme vulgaire (en)

#### Histoire générale
- (fr) N.T. Binh et Philippe Pilard, Typiquement british, le cinéma britannique, préface de Bertrand Tavernier, Éditions du Centre Pompidou, 2000, 191 p.
- (fr) Images du cinéma anglais, brochure éditée par la Cinémathèque française à l'occasion de l'hommage rendu par celle-ci au cinéma britannique, de juin à septembre 1956.
- (fr) Philippe Pilard, Histoire du cinéma britannique, Paris, Nathan, 1996, 128 p.
- (en) Sarah Street, British National Cinema, Londres, Routledge, 1996, 232 p.
- (fr) Francis Rousselet, Et le cinéma britannique entra en guerre..., 7e Art/Cerf-Corlet, 2009, 236p.
- (en) Jeffrey Richards, Films and British national identity / From Dickens to Dad's Army, Manchester University Press, 1997, 387p.
- (en) Brian McFarlane, The Encyclopedia of British Film, Methuen/Bfi, 2003, 2005 & 2008, 775p.
- (en) Matthew Sweet, Shepperton Babylon/The lost worlds of British Cinema, 2005, 388p.

#### Genres cinématographiques
- (en) Marcia Landy, British Genres: Cinema and Society, 1930-1960, Princeton, N.J., Princeton University Press, 1991, 553 p.
- (en) David Pirie, A New Heritage of Horror/The English Gothic Cinema, I.B Tauris, 2008, 256p.

#### Le cinéma documentaire
- (fr) Olivier Barrot (et al.), "L'Angleterre et son cinéma : Le courant documentaire 1927-1965", Films Éditions, Cinéma d'Aujourd'hui, no 11, 1977, 156 p.

#### Réalisateurs (généralités)
- (fr) « Le Cinéma anglais », avec des textes de Raymond Lefèvre, Philippe Haudiquet, Philippe Pilard et un petit dictionnaire concernant 40 réalisateurs britanniques, Image et son, no 174, juin 1964.
- (fr) Michael Powell (Mémoires) Une vie dans le Cinéma & Million dollar movie, Institut Lumière/Actes Sud, 1997 & 2000, 829p & 765p.
- (en) Bob McCabe The Art and Films of Terry Gilliam , Orion, 1999, 192p.
- (fr) Michel Ciment Kubrick , Calman-Lévy, 2011, 332p.
- (fr) Michel Ciment Boorman, un visionnaire en son temps, Calman-Lévy, 1994, 271p.
- (fr) Michel Ciment Le Livre de Losey, Ramsay Poche Cinéma, 1999, 486p.
- (en) Joseph Lanza Phallic Frenzy-Ken Russell and his films, Chicago Review Press, 2007, 380p.
- (fr) Eithne O'Neill Stephen Frears, Rivages/Cinéma, 1994, 220p.

#### Acteurs
- (en) Sheridan Morley, The Brits in Hollywood , Robson, 2006, 280p.
- (en) Simon Gallow, Charles Laughton/A Difficult Actor , Methuen London, 1987, 320p.
- (en) Richard Vanderbeets, George Sanders, an exhausted life , Robson Books, 1991, 272p.
- (fr) George Sanders, Mémoires d'une Fripouille , Presses universitaires de France, 2004, 360p.
- (en) James Mason, Before I Forget (An autobiography) , Sphere Books Ltd, 1982, 466p.
- (en) Graham McCann, Bounder !, the biography of Terry-Thomas , Aurum, 2008, 308p.
- (en) Alexander Walker, Fatal Charm, the life of Rex Harrison , Orion, 1992, 530p.
- (en) Chistopher Gullo, The Films of Donald Pleasence , BearManor Media, 2012, 316 p.
- (en) John Gielgud, An Actor and His Time, Sidgwick & Watson, 1979, 253p.

#### Littérature anglaise et Cinéma
- (fr) Christopher Isherwood, La Violette du Prater, Cahiers Rouges/Grasset, 2014, 150p.
- (fr) J.M Falkner, Moonfleet, Phébus, 1989, 249p.
- (fr) John Wyndham, Les Coucous de Midwich, Présence du Futur/Denoël, 1977, 238p.
- (fr) D.H Lawrence, Femmes Amoureuses, Folio/Gallimard, 1988, 688p.
- (fr) Malcolm Lowry, Au-dessous du volcan, Folio/Gallimard, 1984, 620p.
- (fr) Oscar Wilde, Le Portrait de Dorian Gray, Mercure de France, 1992, 180p.
- (fr) W.Somerset Maugham, L'envoûté/ The Moon and Sixpence mais aussi L'Emprise/ Of Human Bondage et Le Fil du Rasoir/ The Razor's Edge, Omnibus.
- (fr) E.M Forster, Maurice ainsi que A room with a view et Howards End, 10/18, Omnibus, Laffont.